# Le Gast
Le Gast település Franciaországban, Calvados megyében. Lakosainak száma 170 fő (2018. január 1.). Le Gast Champ-du-Boult, Saint-Sever-Calvados, Coulouvray-Boisbenâtre és Saint-Michel-de-Montjoie községekkel határos.

## Népesség
A település népessége az elmúlt években az alábbi módon változott:
| Lakosok száma | 473  | 417  | 311  | 252  | 255  | 223  | 217  | 196  | 183  | 170  |
|               | 1968 | 1975 | 1982 | 1990 | 1999 | 2011 | 2013 | 2015 | 2017 | 2018 |